# Äsjöån
Äsjöån, är ett vattendrag i Älvdalens kommun i Dalarna. Ån utgör avrinning från Äsjön. Äsjöån rinner upp i Kullhan, dess huvudriktning är västlig. Ån har id 680790-136464, har biflödesordning 4 och rinner på en medelhöjd av 444 m. ö. h.